# Ternate Selatan
Ternate Selatan is een bestuurslaag in het regentschap Alor van de provincie Oost-Nusa Tenggara, Indonesië. Ternate Selatan telt 795 inwoners (volkstelling 2010).